# Семеду, Алвару
А́лвару Семе́ду (порт. Álvaro de Semedo; лат. Alvarus de Semedo; кит. трад. 曾德照, пиньинь Zēng Dézhào, палл. Цзэн Дэчжао, ранее — кит. трад. 謝務祿, пиньинь Xiè Wùlù, палл. Се Улу) (1585—1658) — португальский священник-иезуит, католический миссионер в Китае. Известен как одна из ключевых фигур процесса распространения христианства в Китае.

## Биография
Родился в португальском городе Низа (пров. Алентежу). Был рукоположён в сан в 1602 году. 29 марта 1608 года отбыл в Гоа и далее в Макао с целью распространения христианского учения на Дальнем Востоке.
Миссионерствовал в Макао с 1610 года и в Нанкине с 1613 года. Во время китайской антихристианской компании 1616 года был арестован в Нанкине вместе с другим иезуитским священником Альфонсо Ваньони (итал. Alfonso Vagnoni), и выслан в Макао. В 1621 смог опять въехать из Макао во «внутренний» Китай, сменив своё китайское имя с Се Улу на Цзэн Дэчжао. Там в 1625 ему удалось посетить Сиань, где недавно строители откопали древнюю христианскую стелу, сообщение о которой произвело в Европе сенсацию.
В 1636 Семедо поехал на несколько лет в Европу как представитель (прокуратор) иезуитской организации в Китае.
По возвращении в Китай базировался в Гуанчжоу и продолжал сотрудничество с представителями империи Мин, ещё контролировавшими часть южного Китая, несмотря на то, что иезуиты в северном и центральном Китае уже перешли на сторону маньчжурской империи Цин, чьи войска завоевывали одну китайскую провинцию за другой. Альваро Семедо сам ездил в Чжаоцин, в ставку базировавшегося там минского «императора» Чжу Юлана (при чьем дворе активно работал австрийский иезуит Коффлер), а став вице-провинциалом иезуитов по Южному Китаю в 1649 г, послал в Чжаоцин к Чжу Юлану молодого польского иезуита Михала Бойма. После взятия Гуанчжоу маньчжурами отделался короткой отсидкой; полагают, что он был довольно быстро освобожден благодаря заступничеству опытного немецкого иезуита Адама Шаля (1591—1666), который провел войну в Пекине и уже успел войти в доверие к маньчжурам.
Умер в китайском Гуанчжоу в 1658 году.